# T-46
T-46 – prototyp radzieckiego czołgu lekkiego z 1936 roku. Był rozwinięciem czołgu T-26. Czołg nie wszedł do masowej produkcji, ponieważ był za drogi, ale doświadczenie zdobyte przy jego projektowaniu zaowocowało w przyszłości w trakcie opracowywania przez tę samą grupę inżynierów następnej konstrukcji, słynnego czołgu T-34.